# Inji Aflatoun
Inji Aflatoun   (neighborhood in Cairo, Egypt, 16 d'abril de 1924 - El Caire, 17 d'abril de 1989)(àrab: إنجي أفلاطون, Injī Aflāṭūn) va ser una pintora i activista del moviment feminista egipci. Fou la «portaveu més destacada del moviment marxista, progressiu, nacionalista i feminista de finals dels anys 1940 i dels 1950», una «pionera de l'art egipci modern» i «una de les artistes visuals més importants d'Egipte».

## Biografia
Aflatoun nasqué al Caire el 16 d'abril de 1924 en una família tradicional musulmana a la qual descrigué com «semifeudal i burgesa». Son pare era entomòleg i terratinent, i la seua mare dissenyadora de roba formada a l'estat francés, que havia servit en el comité de dones de la Societat de la Mitja Lluna Roja d'Egipte. Va descobrir el marxisme quan estudiava en el Lycée Français du Caire. El seu tutor d'art, Kamel el-Telmissany, la introduí en la vida i les dificultats dels llauradors egipcis. El-Telmissany fou un dels fundadors del grup «Art i Llibertat», un moviment surrealista que impactaria Aflatoun com a artista. El 1942, entrà en Iskra, un partit de la joventut comunista. Després de graduar-se en la Universitat del Caire, el 1945 fou cofundadora amb Latifa al-Zayyat de la Lliga de Noies d'Universitats i Instituts (àrab: رابطة فتيات الجامعات والمعاهد, Rābiṭat Fatayāt al-Jāmiʿāt wa-l-Maʿāhid). Aquest any representà la Lliga en la primera conferència de la Federació Democràtica Internacional de Dones a París. Escrigué Vuitanta milions de dones amb nosaltres (àrab: 80 مليون امرأة معنا, 80 milyūn imraʾa maʿa-na) el 1948 i Nosaltres, les dones egípcies (àrab: نحن النساء المصريات, Naḥnu an-nisāʾ al-miṣriyyāt) el 1949. Aquests fullets polítics vinculaven la classe amb l'opressió de gènere i els connectaven amb la dominació imperialista britànica. El 1949, fou membre fundadora del primer congrés del primer Consell de Pau d'Egipte. El 1950 entrà en Harakat ansar al salam (Moviment dels Amics de la Pau). El 1959 fou arrestada i empresonada en secret durant una batuda contra comunistes ordenada per Gamal Abdel Nasser. Després de ser alliberada quatre anys més tard, i amb el Partit Comunista d'Egipte dissolt, dedicà la major part del seu temps a la pintura. Posteriorment declarà: «Nasser, malgrat haver-me empresonat, fou un bon patriota».

## Pintura
Durant el seu temps a l'escola, a Aflatoun li agradava pintar i els seus pares la van animar perquè ho fes. El seu tutor d'art, Kamel el-Telmissany, un líder del col·lectiu surrealista egipci anomenat Art i Llibertat, la introduí en el surrealisme i el cubisme. Les pintures d'Aflatoun d'aquest període estaven influenciades pel surrealisme. Posteriorment recordava que la gent se sorprenia per les seues pintures i es preguntava «com podia una nena d'una família rica estar tan turmentada».
Deixà de pintar entre 1946 i 1948, perquè considerava que les seues pintures no es corresponien amb els seus sentiments.
El seu interés reaparegué després de visitar Lúxor, Núbia i els oasis d'Egipte. Durant aquests viatges tingué l'oportunitat «d'entrar a les cases i dibuixar els homes i les dones treballant». Estudià durant un any amb l'artista suïssa d'origen egipci Margo Veillon. En aquest període, feu exposicions individuals al Caire i a Alexandria, i es presentà a la Biennal de Venècia el 1952 i a la de São Paulo el 1956. El 1956 travà amistat amb el pintor mexicà David Alfaro Siqueiros, que posteriorment fou una de les seues influències.
Durant els quatre anys a la presó continuà pintant, retrats i paisatges. En els anys posteriors al seu alliberament, feu exposicions a Roma i París al 1967, Dresden, Berlín Oriental, Varsòvia i Moscou al 1970, Sofia al 1974, Praga al 1975 i Nova Delhi al 1979. Les seues pintures contenen «animades pinzellades de color intens» que a alguns observadors relacionen amb Van Gogh o Bonnard.
El seu art dels darrers anys es caracteritza per un creixent ús de grans espais en blanc al voltant de les seues formes. Hi ha una col·lecció de les seues obres al Palau Amir Taz al Caire. Una altra col·lecció d'Aflatoun es troba en la Barjeel Art Foundation a la ciutat de Xarjah.

## Llegat
El 16 d'abril del 2019, es publicà un Doodle de Google, visible per als usuaris del nord d'Àfrica, que commemorava el 95é aniversari del naixement d'Aflatoun.